# U-36 (Kriegsmarine)
U-36 je bila nemška vojaška podmornica Kriegsmarine, ki je bila dejavna med drugo svetovno vojno.
Bila je zadnja iz prve skupine podmornic srednjega razreda VIIA. Izdelana je bila v severnonemškem pristanišču Kiel, v ladjedelnici F. Krupp Germaniawerft AG, njena proizvodna serijska številka je bila werk 559. Naročilo za njeno izdelavo je bilo podpisano 25. marca 1935, graditi so jo začeli 2. marca naslednje leto, splovili so jo 4. novembra in dokončno izgotovili ter sprejeli v uporabo 16. decembra 1936. Njen prvi poveljnik je bil Klaus Ewerth, v vojni pa jo je vodil Wilhelm Fröhlich. Ta jo je popeljal na tri vojne patrulje in v 34 operativnih dneh plovbe potopil ali zajel tri ladje s skupno tonažo 4.430 BRT. U-36 je bila potopljena 4. decembra 1939 v napadu britanske podmornice.

## Zgodovina

### 1936-39
Od splovitve v decembru 1936 vse do časa tik pred vojno, je sodila v šolsko podmorniško flotiljo (U-Bootschulflottille) kjer so se na njej usposabljali novinci, preden so jih poslali na nadaljnje urjenje na njihova plovila. Večino tega časa ji je poveljeval, vse do konca oktobra 1938, njen prvi poveljnik Klaus Ewerth. Za njim jo je prevzel Wilhelm Fröhlich in s 1. septembrom 1939 so bili prestavljeni iz šolske v operativno flotiljo, in sicer v drugo podmorniško flotiljo (2. Unterseebootsflottille), ki je imela sedež v severnonemškem vojaškem pristanišču Wilhelmshaven.

### 1939: druga svetovna vojna

#### Prva patrulja
Na prvo vojno plovbo je krenila 31. avgusta, dan pred napadom na Poljsko. Po sedmih dneh, ki so minili brez omembe vrednih dogodkov, se je iz patrulje vrnila v pristanišče Kiel. V času, ko je bila na morju, je prišlo do razširitve spopada, saj sta Francija in Velika Britanija 3. septembra Nemčiji napovedale vojno in posledično so jo čakale nove naloge proti novim nasprotnikom.

#### Druga patrulja
Na naslednjo patruljo se je odpravila že naslednji dan, 7. septembra je izplula iz Kiela in se usmerila v območje Severnega morja med Škotsko in Norveško. Tam je osem dni kasneje, 15. septembra, uspela ujeti prvo ladjo. Šlo je za majhno, 974 tonsko britansko Truro, ki jo je ustavila in pregledala ter nato potopila. Pri tem ni bilo nobenih človeških žrtev. Dva dni kasneje je sama postala cilj napada, ko jo je odkrila britanska podmornica HMS Seahorse (96 S) in nanjo izstrelila torpedo. Pri tem je U-36 imela veliko sreče saj je torpedo le za malo šel pod njo in res ni veliko manjkalo, da bi prišlo do zadetka. Zatem je šele 25. septembra uspela doseči nov uspeh. Tega dne je potopila 1.839 tonsko švedsko tovorno ladjo Silesia. Tudi tokrat je dogodek minil brez izgube človeških življenj. Dva dni kasneje je ujela še eno švedsko ladjo. To je bila 1.617 tonska Algeria, ki jo je zajela in odpeljala domov v Nemčijo. Vendar so jo tam že po treh dneh izpustili in se je lahko vrnila nazaj. To je bil za podmornico zadnji ulov in se je vrnila v Kiel, kamor je prispela 30. septembra po 24 dneh plovbe na kateri je potopila ali zajela 3 ladje s skupno tonažo 4.430 BRT.
Za U-36 je bila to edina uspešna plovba v njeni kratki karieri. Zatem je bila dva meseca v svoji bazi in tik pred tretjo patruljo, 1. decembra, je bil njen poveljnik povišan v Kapitana korvete, saj je sodil med izkušenejše oficirje med podmorničarji.

#### Tretja, zadnja plovba
2. decembra se je tretjič in kot se je izkazalo poslednjič odpravila na vojno plovbo. Že dva dni kasneje jo je sredi Severnega morja torpedirala britanska podmornica HMS Salmon (N 65). Le ta je nanjo izstrelila salvo šestih torpedov in eden od njih jo je zadel v polno in na hitro potopil, brez da bi se komu uspelo rešiti. Padlo je vseh 40 članov njene posadke.

## Poveljniki
| Poveljniki |                  |                  |                                      |
| Št.        | Čin              | Ime              | Poveljstvo                           |
| 1.         | Kapitänleutnant  | Klaus Ewerth     | 16. december 1936 - 31. oktober 1938 |
| 2.         | Korvettenkapitän | Wilhelm Fröhlich | 1. februar 1939 - 4. december 1939   |

## Tehnični podatki
| Kategorije                                    | Podatki                       |
| --------------------------------------------- | ----------------------------- |
| Teža (t): na površju pod površjem polna Teža  | 626 745 915                   |
| Dolžina (m) - tlačni trup (m)                 | 54,51 - 45,50                 |
| Širina (m) - tlačni trup (m)                  | 5,85 - 4,70                   |
| Izpodriv (m)                                  | 4,37                          |
| Višina (m)                                    | 9,50                          |
| Moč (hp): na površju pod podvršjem            | 2.310 750                     |
| Hitrost (vozlov): na površju pod podvršjem    | 17 8                          |
| Doseg (milja/vozel): na površju pod podvršjem | 6.200/10 94/4                 |
| Torpeda/Torpedne cevi                         | 11/5 (4 na premcu, 1 na krmi) |
| Krovni top (mm)                               | 88                            |
| Mine                                          | 22 TMA                        |
| Posadka                                       | 42-46                         |
| Maksimalni potop (m)                          | 200                           |